# Marino Marini

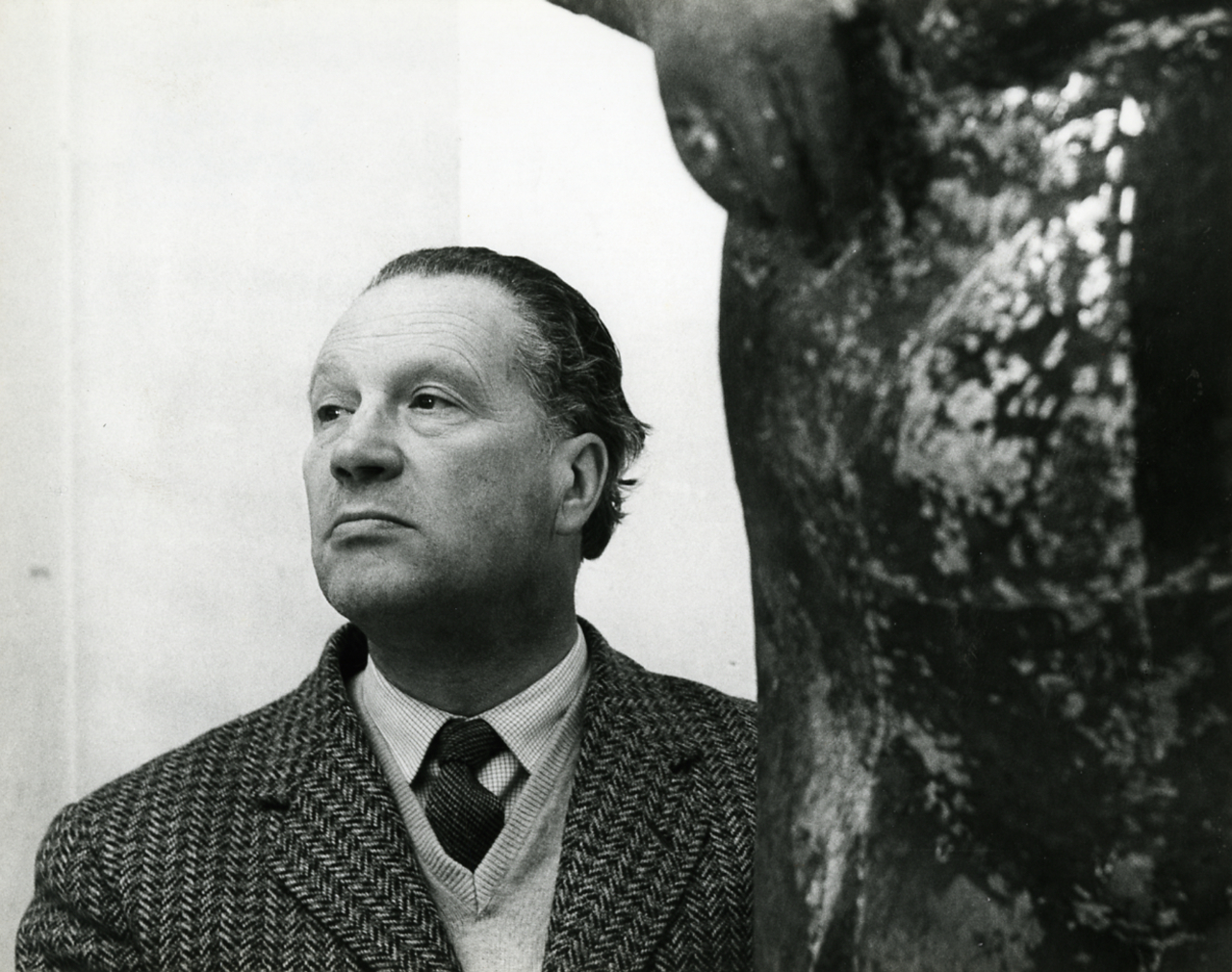
Marino Marini, Foto von Paolo Monti, 1958 (Fondo Paolo Monti, BEIC)

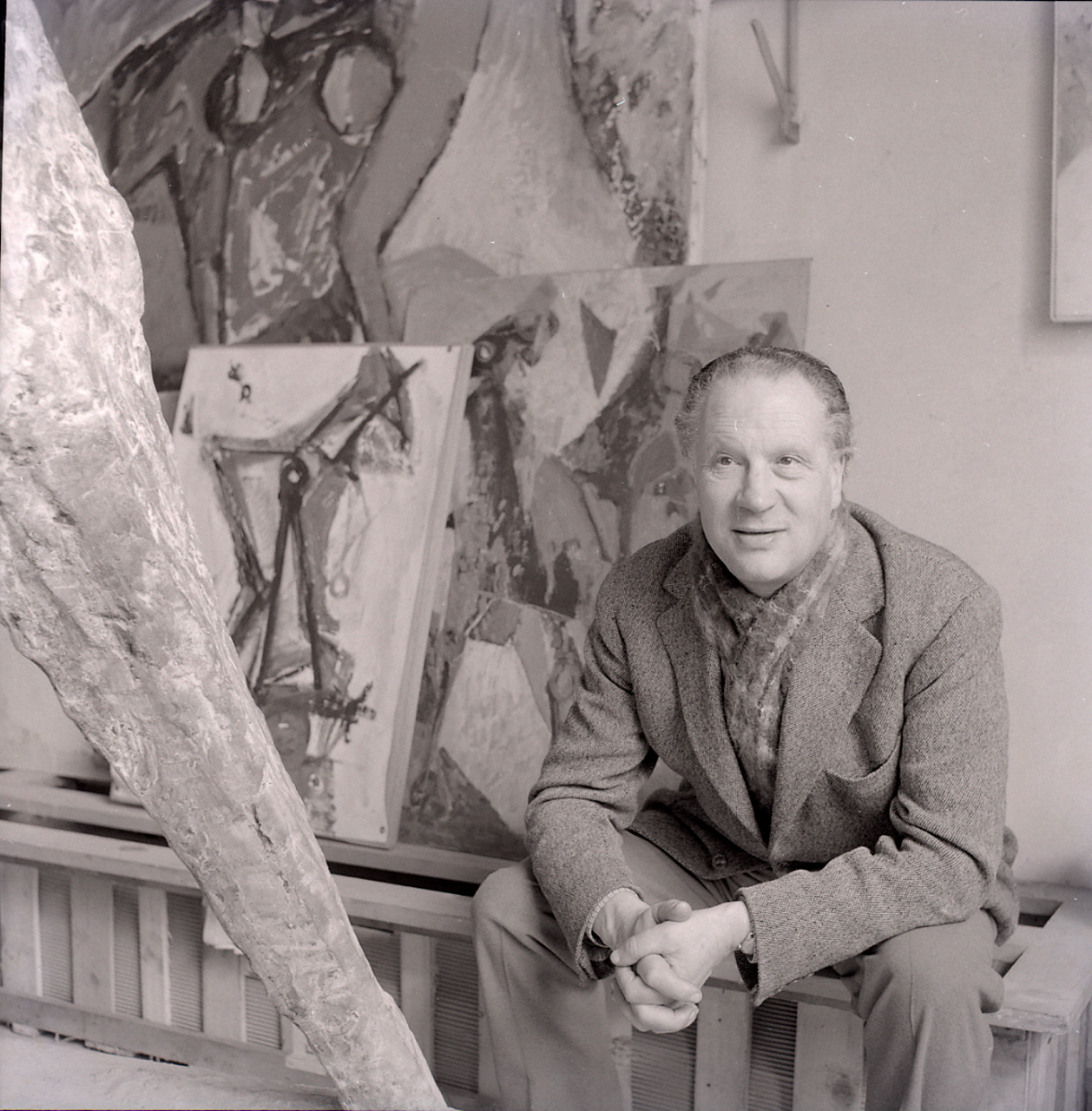
Marino Marini, Foto von Paolo Monti, 1963 (Fondo Paolo Monti, BEIC).

Marino Marini (* 27. Februar 1901 in Pistoia; † 6. August 1980 in Viareggio) war ein italienischer Künstler, der sich zunächst überwiegend als Bildhauer, später auch als Grafiker betätigt hat.

## Leben
Marini studierte ab 1917 Malerei und Bildhauerei an der Akademie der Künste in Florenz, unter anderem bei dem Bildhauer Domenico Trentacosta. 1928 erfolgte ein erster Aufenthalt in Paris. 1929 übernahm er eine Dozentur an der Kunstschule der Villa Reale in Monza bei Mailand, die er bis 1940 innehatte. In den folgenden Jahren reiste er häufig nach Paris, wo er unter anderem die Bekanntschaft mit Giorgio de Chirico, Wassily Kandinsky und Aristide Maillol machte und wo er später auch Pablo Picasso, Georges Braque und Henri Laurens traf. Aufenthalte in England, Deutschland und Griechenland schlossen sich an. 1938 traf er Mercedes Pedrazzini, besser bekannt als Marina Marini, und heiratete sie noch im gleichen Jahr.
1940 wechselte Marini an die Accademia di Brera in Mailand; die Jahre 1941 bis 1946 verbrachte er im Tessin in der Schweiz, wo er Alberto Giacometti, Fritz Wotruba und Germaine Richier kennenlernte. 1946 kehrte er nach Mailand zurück. 1950 reiste er anlässlich seiner ersten Einzelausstellung in New York erstmals in die Vereinigten Staaten; sie fand in der Buchholz Gallery, geleitet von Curt Valentin, statt. Marinis Förderer Valentin starb 1954 während eines Besuchs in Marinis Haus in Forte dei Marmi.
Marino Marini war Teilnehmer der documenta 1 (1955), der documenta II (1959), und auch der documenta III im Jahr 1964 in Kassel. Große Retrospektiven seines Werks waren 1962 in Zürich und 1966 in Rom zu sehen. 1985 zeigte die Galerie Roswitha Haftmann Modern Art, Zürich Skulpturen, Gouachen, Zeichnungen und Graphik.
Marino Marini starb am 6. August 1980 mit 79 Jahren in Viareggio.

## Werk
Ein erheblicher Teil seiner Werke setzt sich mit dem Thema „Pferd und Mensch“ auseinander. Marini schuf eine große Menge Plastiken (etwa die vor dem Eingang der Neuen Pinakothek in München stehende Skulptur), die er teilweise auch bemalte.
Einem breiteren Kreis ist er durch seine farbintensiven Lithografien bekannt, die in den 1960er und 1970er Jahren entstanden. Meist schuf er Zyklen (etwa „Marini from Goethe“ oder „Marini from Shakespeare“) mit einem bestimmten Motiv (etwa stehende Person mit einem oder zwei Pferden), das er farblich veränderte.

### Fotogalerie

L’Angelo della Città, 1948; Bronze, Höhe 172 cm. Palazzo Venier dei Leoni, Venedig
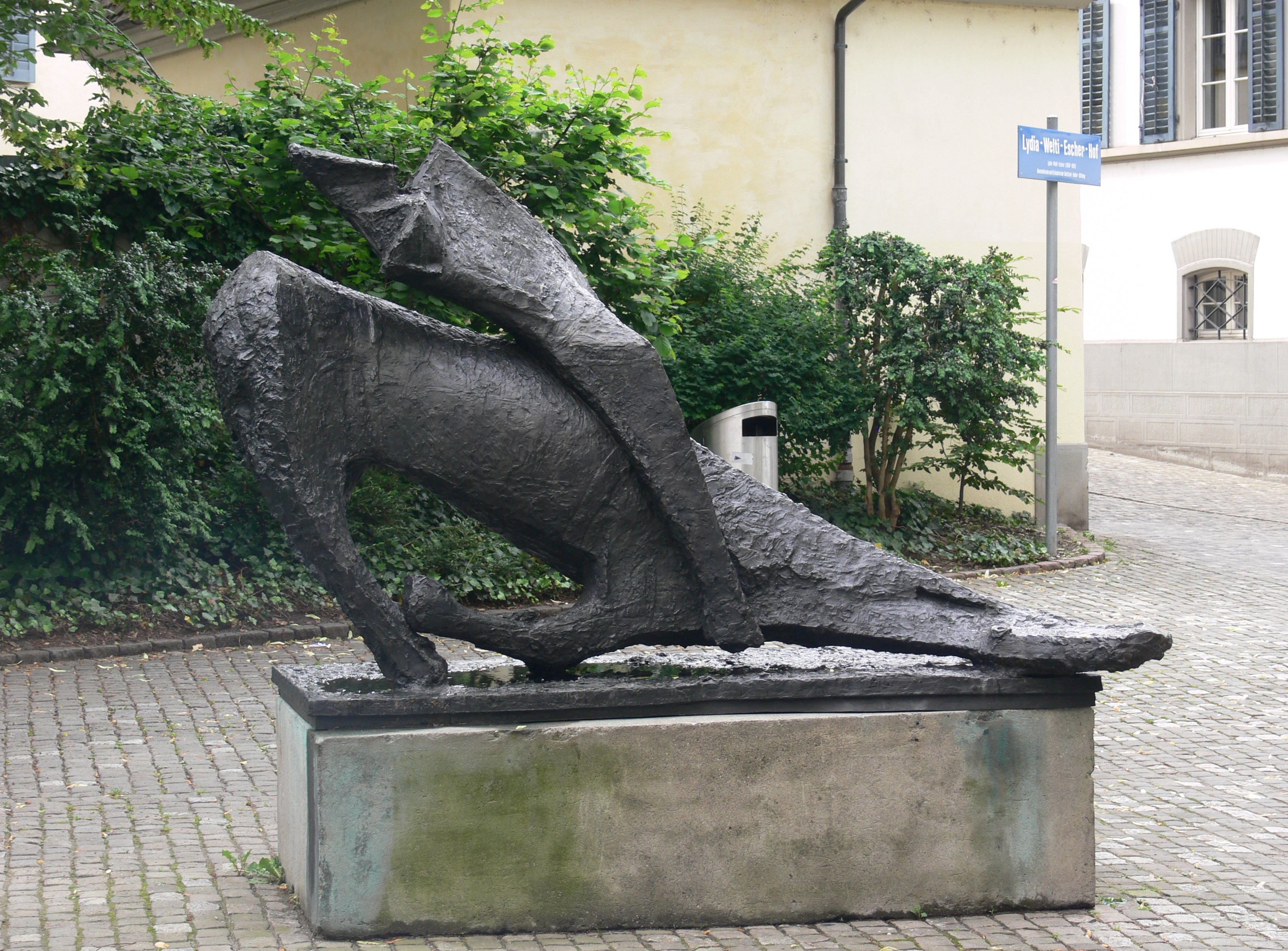
Miracolo, 1959/60. Reiterskulptur Marino Marinis im Lydia-Welti-Escher-Hof beim Kunsthaus Zürich
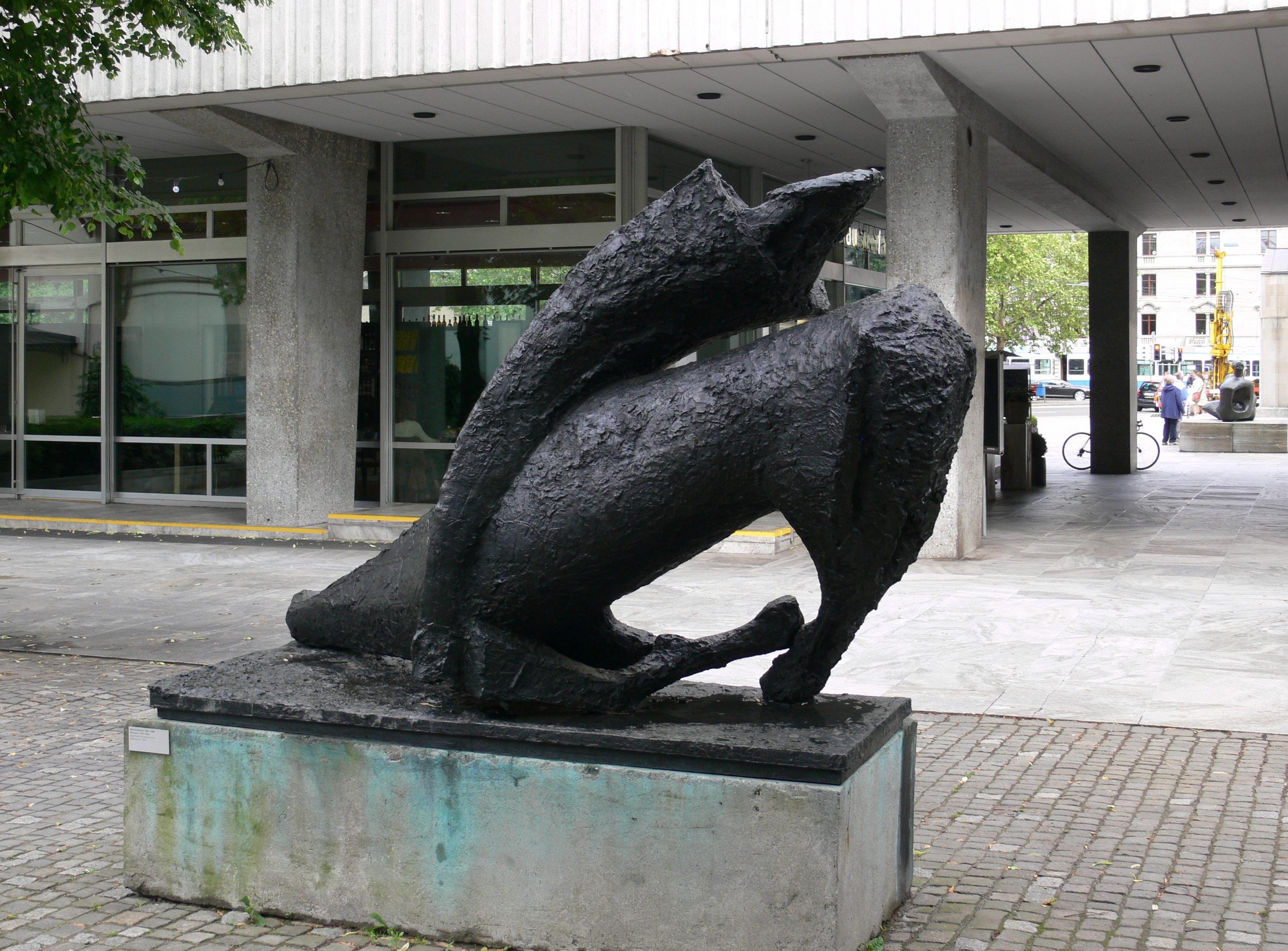
Lydia-Welti-Escher-Hof
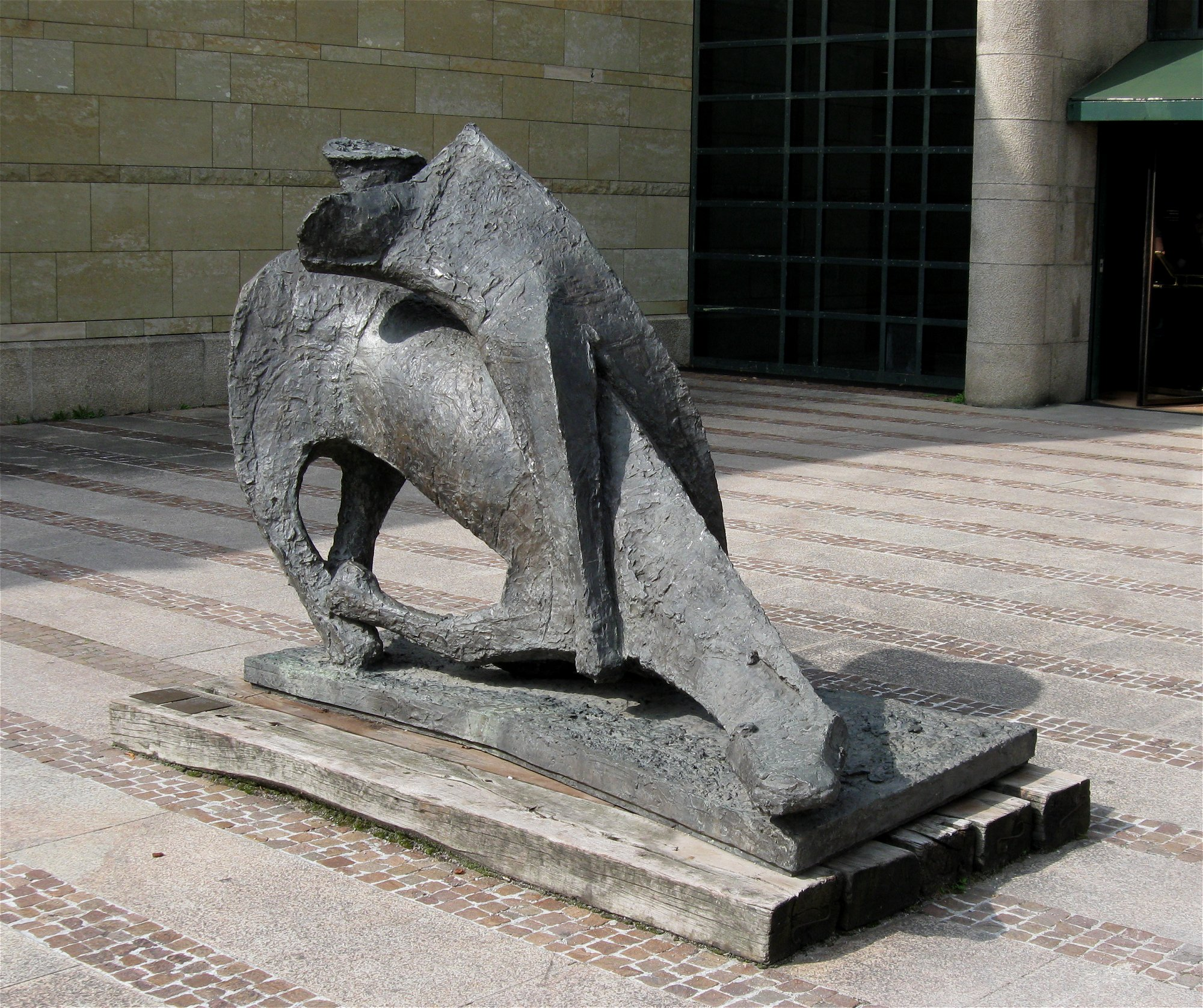
Miracolo, 1959/60. Reiterskulptur Marino Marinis vor der Neuen Pinakothek in München

## Auszeichnungen
- 1935: Großer Preis für Plastik auf der II. Quadriennale in Rom
- 1937:	Großer Preis für Plastik der Internationalen Ausstellung in Paris
- 1952:	Preis der Stadt Venedig für Plastik aus Anlass der XXVI. Biennale
- 1954:	Antonio-Feltrinelli-Preis der Accademia dei Lincei, Rom
- 1962: Ehrenmitglieder der Akademie der Bildenden Künste Nürnberg
- 1968: Pour le mérite für Wissenschaft und Künste
- 1968: Ehrenmitglied der American Academy of Arts and Letters[4]
- 1974: Wahl zum assoziierten Mitglied der Königlichen Akademie von Belgien[5]
- 1979: Aufnahme in die American Academy of Arts and Sciences